# Orgetorix
Orgetorix (keltsky "král zabijáků"; † 60 př. n. l.) byl významný a bohatý šlechtic z keltského kmene Helveciů. Podle dobových zpráv se chtěl stát králem a dobýt celou Galii. Dokázal se po krátký čas vyhýbat odpovědnosti za své uzurpátorské plány před kmenovým soudem, ale pravděpodobně se brzy poté zabil.

## Životopis
Podle Caesarových záznamů v knize De bello Gallico údajně Orgetorix aspiroval na královský majestát. Proto v roce 61 př. n. l. zorganizoval spiknutí šlechticů a přesvědčil své druhy, aby emigrovali do Galie, kterou by mohli snadno ovládnout díky své odvaze a válečnické zdatnosti.
Helvetská země v dnešním Švýcarsku byla obklopena Rýnem, Jurou a Ženevským jezerem, takže ji její obyvatelé nemohli snadno rozšiřovat tažením proti sousedním kmenům, i když se jim již kvůli velkému počtu obyvatel nezdála dostatečně velká. Tato okolnost a posíleni Orgetorixovými přesvědčovacími schopnostmi se Helveciové začali připravovat k odchodu. K tomu vypracovali tříletý plán, podle kterého byly první dva roky určeny na přípravu a třetí na výpravu.
Orgetorix byl zvolen vůdcem této akce. Odešel k Sekvanům na diplomatickou cestu a přesvědčil Castica, syna dříve úřadujícího krále Catamantaloeda, aby převzal vládu. Podobně přesvědčil Dumnorixe, vůdce kmene Aeduů, aby se pokusil o převrat proti svému bratru Diviciacovi. Provdal svou dceru za Dumnorixe a ujistil Dumnorixe a Castica, že jim pomůže získat moc nad jejich lidem, jakmile on sám upevní svou nadvládu nad Helvecii.
Existence tohoto „galského triumvirátu“ je však dnes někdy zpochybňována, protože Caesar si mohl tuto touhu po moci pro propagandistické účely také vymyslet. Pod tím lze pravděpodobně objevit paralelu s tzv. prvním triumvirátem (Caesar, Pompeius, Crassus).
Díky zradě se Helveciové dozvěděli o Orgetorixových plánech a podle zvyku se Orgetorix musel bránit před kmenovým soudem (počátek 60. let př. n. l.). Před odsouzením a smrtí upálením však unikl tím, že kolem sebe shromáždil více než 10 000 ambaktů, včetně dlužníků a klientů, kteří zabránili jeho předvolání k obžalobě. Zatímco rozzlobení Helveciové postavili armádu k boji s Orgetorixem, ten mezitím zahynul; pravděpodobně spáchal sebevraždu.
V roce 58 př. n. l. se Helveciové stejně vydali na cestu, ale pravděpodobně tento krok neučinili dle Orgetorixova plánu, ale kvůli tlaku germánských kmenů usazujících se napravo od Rýna. Byli však rozdrceni Caesarem v bitvě u Bibracte, který přeživší poslal zpět do jejich vlasti.